# Marathon de New York 2017
Navigation
2016 2018
Le Marathon de New York de 2017 est la 47e édition du Marathon de New York aux États-Unis qui a lieu le dimanche 5 novembre 2017. C'est le sixième et dernier des World Marathon Majors à avoir lieu en 2017.

## Faits marquants
- Cela faisait quarante ans depuis Miki Gorman qu'une Américaine ne s'était plus imposée sur l'épreuve féminine[1]. C'est désormais chose faite avec la victoire de Shalane Flanagan en 2 h 26 min 53 s.

## Résultats

### Hommes
| Rang | Athlète             | Nationalité | Temps           |
| ---- | ------------------- | ----------- | --------------- |
|      | Geoffrey Kamworor   | Kenya       | 2 h 10 min 53 s |
|      | Wilson Kipsang      | Kenya       | 2 h 10 min 56 s |
|      | Lelisa Desisa       | Éthiopie    | 2 h 11 min 32 s |
| 4    | Lemi Berhanu        | Éthiopie    | 2 h 11 min 52 s |
| 5    | Tadesse Abraham     | Suisse      | 2 h 12 min 01 s |
| 6    | Michel Butter       | Pays-Bas    | 2 h 12 min 39 s |
| 7    | Abdi Abdirahman     | États-Unis  | 2 h 12 min 48 s |
| 8    | Koen Naert          | Belgique    | 2 h 13 min 21 s |
| 9    | Fikadu Girma Teferi | Éthiopie    | 2 h 13 min 58 s |
| 10   | Shadrack Biwott     | États-Unis  | 2 h 14 min 57 s |

### Femmes
| Rang | Athlète          | Nationalité | Temps           |
| ---- | ---------------- | ----------- | --------------- |
|      | Shalane Flanagan | États-Unis  | 2 h 26 min 53 s |
|      | Mary Keitany     | Kenya       | 2 h 27 min 54 s |
|      | Mamitu Daska     | Éthiopie    | 2 h 28 min 08 s |
| 4    | Edna Kiplagat    | Kenya       | 2 h 29 min 36 s |
| 5    | Allie Kieffer    | États-Unis  | 2 h 29 min 39 s |
| 6    | Sara Dossena     | Italie      | 2 h 29 min 39 s |
| 7    | Eva Vrabcova     | Tchéquie    | 2 h 29 min 41 s |
| 8    | Kellyn Taylor    | États-Unis  | 2 h 29 min 56 s |
| 9    | Diane Nukuri     | Burundi     | 2 h 31 min 21 s |
| 10   | Stephanie Bruce  | États-Unis  | 2 h 31 min 44 s |

### Fauteuils roulants (femmes)
| Rang | Athlète | Nationalité | Temps |
| ---- | ------- | ----------- | ----- |
|      |         |             |       |
|      |         |             |       |
|      |         |             |       |